# Los Gallardos
Los Gallardos – gmina w Hiszpanii, w prowincji Almería, w Andaluzji, o powierzchni 34,93 km². W 2011 roku gmina liczyła 3831 mieszkańców.